# الملجي

تعديل مصدري - تعديل

الملجي هي إحدى قرى عزلة أحور بمديرية أحور التابعة لمحافظة أبين، بلغ تعداد سكانها 53 نسمة حسب تعداد اليمن لعام 2004.